# Petre Capusta
Petre Capusta, född den 14 juni 1957 i Sarichioi, Rumänien, är en rumänsk kanotist.
Han tog OS-silver i C-2 500 meter i samband med de olympiska kanottävlingarna 1980 i Moskva.